# 1093

## Починали
- 13 април – Всеволод I от Киев (роден 1030 г.)
- 16 ноември – Маргарет Шотландска (родена 1045 г.)